# Евгений Селезньов
Евгений Селезньов (често срещан и като Йевхен Селезньов) е украински футболист, нападател на Кубан Краснодар и националния отбор на Украйна. Голмайстор на Украинската Премиер лига през сезон 2011 и 2012.

## Кариера
Селезньов е юноша на Шахтьор. От 2002 до 2004 играе за третия тим на „миньорите“, а от 2004 до 2006 се състезава за дублиращия отбор в украинската 1 лига. През 2006 е взет под наем от Арсенал (Киев), като първият му сезон там е разочароващ - той вкарва едва 2 гола в 17 срещи. През 2007/08 вкарва 17 гола в 24 мача и е върнат в Шахтьор. През 2008 записва първите си мачове с мъжкия отбор. Въпреки наличието на нападатели като Брандао, Луис Адриано, Олександър Хладкий и Марсело Морено, Евгений успява да запише участие в по-голямата част от сезона. На 24 май 2008 дебютира за националния отбор на Украйна в мач срещу Холандия. На 19 ноември 2008 вкарва и първия си гол с националната фланелка.
През 2009 г. е купен от Днипро за 4,5 млн. евро. На 25 юли дебютира и вкарва гол на Металист Харков. Селезньов става ключова фигура на Днипро и основен голмайстор на тима. През 2010/11 вкарва 17 гола и става голмайстор на първенството. На 22 юни 2011 Евгений се връща в Шахтьор за 5 млн. евро. Още в първия кръг на новия сезон той се разписва срещу Оболон. Нападателят започва сезона като резерва на Луис Адриано и Едуардо да Силва, но постепенно си спечелва титулярното място и става водещ голмайстор на отбора. През 2011/12 става шампион на странта и става голмайстор на лигата с 14 гола. Участва на Евро 2012, но не записва нито един мач на турнира. Въпреки силния сезон за Шахтьор, Селезньов се завръща в Днипро.
В Днипро Селзньов е основен нападател и помага на отбора да достигне финал в турнира Лига Европа през сезон 2014/15. Играчът обаче напуска в края на годината поради неизплатени заплати и финансовата криза в клуба. В началото на 2016 г. подписва договор с Кубан Краснодар.